# Adrien Van Kolen
Adrien Van Kolen was een Belgisch boogschutter.

## Levensloop
Van Kolen werd in 1935 wereldkampioen. Tevens behaalde hij met het Belgisch team (dat voorts bestond uit Oscar Kessels, Hubert Van Innis, Georges De Rons en Antoine Van Kolen) op dat WK een zilveren medaille.